# Pachyrhamma unicolor
Pachyrhamma unicolor is een rechtvleugelig insect uit de familie grottensprinkhanen (Rhaphidophoridae). De wetenschappelijke naam van deze soort is voor het eerst geldig gepubliceerd in 1948 door Salmon.